# Edgeworth-Box

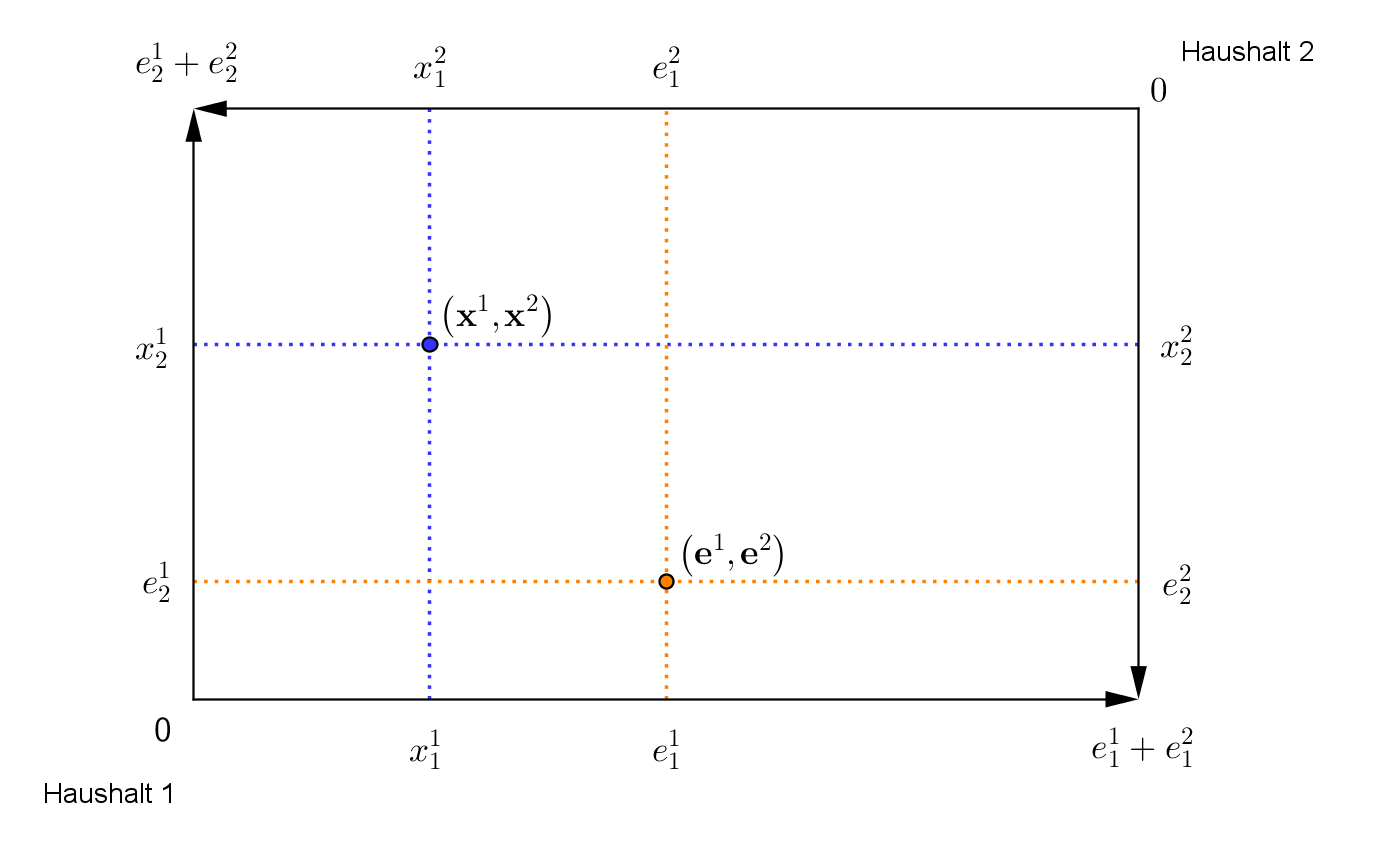
Abb. 1) Edgeworth-Box.

Abb. 2) Einige Indifferenzkurven zu verschiedenen Nutzenniveaus eines Haushalts.

Abb. 3) Tauschvorgang

Abb. 4) Die Optimierung durch Tauschvorgänge definiert die Kontraktkurve.

Als Edgeworth-Box, auch Edgeworth-Diagramm genannt (nach Francis Ysidro Edgeworth), bezeichnet man in der Mikroökonomik ein graphisches Hilfsmittel, das dazu verwendet wird, um auf intuitive Weise das allgemeine Gleichgewicht einer reinen Tauschwirtschaft (pure-exchange economy) aus zwei Individuen im Zwei-Güter-Fall zu untersuchen. Eine Edgeworth-Box setzt sich aus der Menge der Indifferenzkurven der beiden betrachteten Individuen zusammen, die, jeweils in den positiven Orthanten der ihnen zugehörigen Mengen-Mengen-Diagramme eingefasst, diagonal spiegelverkehrt zusammengesetzt werden, sodass die Koordinatenachsen einen Kasten (box) bilden.

## Konstruktion
In Abb. 1 sind zur Veranschaulichung der Konstruktion zunächst nur die Koordinatenachsen (und noch nicht die Indifferenzkurven) eingezeichnet. Das Koordinatensystem mit den nach oben und nach rechts zeigenden Richtungsachsen gehört zu Haushalt 1, das andere zu Haushalt 2. Da eine reine Tauschwirtschaft betrachtet wird (keine Produktionstätigkeit), sind die Dimensionen der Edgeworth-Box stets ex ante festgelegt: Die Länge entspricht genau der Summe der verfügbaren (und damit potenziell handelbaren) Einheiten von Gut 1, also der Summe aus der Ausstattung von Person 1 mit Gut 1, {\displaystyle e_{1}^{1}}, und der Ausstattung von Person 2 mit Gut 1, {\displaystyle e_{1}^{2}}. Analoges gilt für die Höhe der Box, die der Summe der Ausstattungen beider Personen mit Gut 2, {\displaystyle e_{2}^{1}+e_{2}^{2}}, entspricht.
Jeder Punkt innerhalb einer Edgeworth-Box hat genaugenommen vier Koordinaten, weil für beide Haushalte jeweils festgelegt ist, über wie viel jeder von ihnen an beiden Gütern verfügt. Jeder Punkt innerhalb einer Edgeworth-Box beschreibt aus diesem Grund auch eine vollständige Allokation.
Man bezeichne mit {\displaystyle \mathbf {e} ^{i}=\left(e_{1}^{i},e_{2}^{i}\right)} den Ausstattungsvektor der Person {\displaystyle i=1,2}; er erfasst die Ausstattung des Individuums  {\displaystyle i} mit Gut 1 und mit Gut 2. In Abb. 1 wurde beispielhaft ein Punkt {\displaystyle \left(\mathbf {e} ^{1},\mathbf {e} ^{2}\right)} eingezeichnet, der die Anfangsausstattungen von Haushalt 1 und Haushalt 2 markiert. Entsprechend der Zwecksetzung einer Edgeworth-Box mag man sich nun vorstellen, dass von diesem Punkt aus Tauschvorgänge vorgenommen werden, in deren Zuge die Haushalte den orangefarbenen Punkt schrittweise verlassen und in ein Gleichgewicht überführen. Dieser Prozess wird im nachfolgenden Abschnitt beschrieben.

## Tauschvorgang und Beispiel
Abb. 2 zeigt den unteren Teil einer Edgeworth-Box und besteht aus einigen Indifferenzkurven von Haushalt 1. (Als Indifferenzkurve bezeichnet man den geometrischen Ort aller Mengenkombinationen von Gütern – in diesem Fall von Gut 1 und Gut 2 –, die dasselbe Nutzenniveau stiften.)
Beispiel: Abb. 2 geht davon aus, dass die Präferenzen des Haushalts durch eine Nutzenfunktion vom Cobb-Douglas-Typ repräsentiert werden, konkret durch die Nutzenfunktion {\displaystyle u(x_{1}^{1},x_{2}^{1})={\sqrt {x_{1}^{1}\cdot x_{2}^{1}}}}. Die Indifferenzkurven zum Nutzenniveau {\displaystyle {\overline {u}}} ergeben sich dann via {\displaystyle u(x_{1}^{1},x_{2}^{1})={\overline {u}}\Rightarrow x_{1}^{1}\cdot x_{2}^{1}={\overline {u}}^{2}\Rightarrow x_{2}^{1}={\overline {u}}^{2}/x_{1}^{1}} mit {\displaystyle {\overline {u}}=3,4,5,\ldots } wie in Abb. 2. Der Dimension der Box kann man entnehmen, dass die Summe der Ausstattung beider Haushalte bezüglich beider Güter jeweils insgesamt 10 beträgt.
Im vorliegenden Beispiel wird davon ausgegangen, dass beide Haushalte identische Präferenzen aufweisen. Betrachtet man dann in Abb. 3 die Edgeworth-Box, so lässt sich der Tauschvorgang illustrieren: Der (rote) Punkt oben links markiere die Ausgangsallokation, also die Anfangsausstattungen der Haushalte 1 und 2. Betrachtet man nun die Indifferenzkurve von Haushalt 1 (blau), die durch diesen Punkt verläuft; sie verrät, dass der Nutzen von Haushalt 1 aus seiner Anfangsausstattung 4 beträgt. Jedes Güterbündel, das oberhalb dieser Indifferenzkurve (und damit auf einer höheren Indifferenzkurve) liegt, wird von Haushalt 1 (blau) offensichtlich bevorzugt. Dasselbe gilt für Haushalt 2 (grün): Auch er bevorzugt Güterbündel, die auf höheren Indifferenzkurven liegen (man beachte, dass das Koordinatensystem bekanntermaßen spiegelverkehrt dargestellt ist – höhere Indifferenzkurven für Haushalt 2 befinden sich also unterhalb der fett hervorgehobenen grünen Kurve).
Aus dieser Überlegung ergibt sich, dass jeder Punkt innerhalb der linsenförmigen Fläche zwischen der fett hervorgehobenen grünen und blauen Indifferenzkurve in Abb. 1 beide Haushalte im Vergleich zu ihrer jeweiligen Anfangsausstattung besserstellt. Jeder Punkt innerhalb der Linse ist, in der Sprache der Wohlfahrtsökonomik, Pareto-superior (auch: eine Pareto-Verbesserung) zur Ausgangsallokation, weil ohne dass ein Haushalt schlechtergestellt würde mindestens ein Haushalt bessergestellt wird.
Führen die Haushalte nun einen derartigen Tausch durch, befinden sie sich neu auf irgendeinem Punkt innerhalb der „Linse“. Man kann sodann abermals die obige Überlegung anstellen, um einzusehen, dass es im Allgemeinen für jeden dieser Punkte wiederum eine neue, kleinere linsenförmige Fläche gibt, die Pareto-superior bezüglich der neuen Allokation ist. Dies gilt jedoch nicht für jeden Punkt. Blickt man etwa auf den (roten) Punkt in der Mitte von Abb. 3, so existiert dort keine Pareto-Verbesserung mehr: Möchte man Haushalt 1 (blau) besserstellen und auf eine höhere Indifferenzkurve „heben“, ist dies nur noch möglich, indem man Haushalt 2 (grün) schlechterstellt.

## Bestimmung der Pareto-Optima – die Kontraktkurve
Wurde im vorangehenden Abschnitt nur vage ein bestimmter Punkt als Beispiel für ein Pareto-Optimum (zur Bezeichnung siehe: Vilfredo Pareto) genannt, so lässt sich die Menge dieser Effizienzpunkte auch präzise beschreiben. Tatsächlich existiert eine unendliche Zahl von Pareto-effizienten Allokationen. Ihr Charakteristikum besteht darin, dass sich in diesen Punkten zwei Indifferenzkurven (nämlich eine von Haushalt 1 und eine von Haushalt 2) berühren. Will man also alle Pareto-Optima innerhalb einer Edgeworth-Box finden, so muss man lediglich alle Indifferenzkurven eines Haushalts durchgehen und diejenige Stelle markieren, an der sie irgendeine Indifferenzkurve des anderen Haushalts tangieren. Verbindet man diese Punkte anschließend wie dies in Abb. 4 erfolgt, erhält man eine Kurve, die so genannte Kontraktkurve der Tauschwirtschaft. Sie enthält alle Pareto-effizienten Allokationen der Ökonomie. Abb. 4 illustriert dies: Ausgehend vom unteren rechten (roten) Punkt sind innerhalb der zugehörigen Schnittfläche sämtliche Punkte auf der Kontraktkurve Pareto-Optima und ist jener Teil der Kontraktkurve, der durch die Fläche verläuft (angedeutet durch die orangefarbenen Punkte) für jeden Haushalt überdies eine erstrebenswerte Besserstellung gegenüber der Ausgangsallokation.
Die Kontraktkurve ist im Allgemeinen keine Gerade. Im Beispiel folgt dies aus der Tatsache, dass die Haushalte identische Nutzenfunktionen aufweisen.